# ويليام أ. باترسون
ويليام أ. باترسون (بالإنجليزية: William A. Patterson)‏ هو شخصية أعمال أمريكي، ولد في 1 أكتوبر 1899، وتوفي في 13 يونيو 1980.

## وصلات خارجية
- ويليام أ. باترسون على موقع الموسوعة البريطانية (الإنجليزية)